# Gode Tog til Alle
Gode Tog til Alle, forkortet GTA, er en strategisk plan fremlagt af DSB i januar 1998 umiddelbart efter, at DSB opsplittedes i en operatør-del og en infrastruktur-del (Banestyrelsen). Den bærende ide i planen var at reducere kundernes vente- og skiftetider ved at køre oftere og udbyde flere direkte forbindelser.
Planen forudsatte et massivt reinvesteringsprogram, idet de sjællandske regionaltog i form af lokomotivtrukne Bn-vogne fra 1971-83 skulle udfases inden 2005. Endvidere skulle de jysk-fynske MR-togsæt fra 1978-85 udfases inden 2010. Desuden manglede man siddepladser, dels i myldretids-regionaltrafikken til og fra København, og dels i weekendtrafikken over Storebælt. Til materielfornyelsen skulle indkøbes 150 nye togsæt.
I 1999 bevilligedes de første 4 mia. kr. til GTA, der skulle bruges til at udskifte regionaltogene øst for Storebælt. Yderligere en mia. til tog i almindelighed fulgte i 2000. DSB kunne således allerede i sensommeren udsende udbudsmaterialet til de interesserede producenter, der inden jul skulle afgive tilbud på 60 togsæt, der siden blev til 83 IC4- og 23 IC2-togsæt.
Planen er endnu ikke gennemført fuldt ud som følge af de forsinkede leverancer af IC2 og IC4. Pr. 2013 var GTA dog gennemført på det københavnske S-togsnet, Kystbanen, Øresundsbanen, Svendborgbanen, Grenåbanen og Odderbanen. 